# Rumgeometri
Rumgeometri er en gren af matematikken der bl.a. omfatter beregning af overfladearealer og rumfang af rumlige figurer.
Eksempler på rumgeometriske legemer som er simple at karakterisere matematisk:
- Kugle[1]
- Cylinder (geometri)
- Keglestub
- Platonisk legeme

## Bog
- Schulz, Jonny (1990): Matematik højniveau 1 - plangeometri og rumgeometri. Forlaget Trip, Vejle. ISBN 87-88049-25-6